# Louis Robert (historien)
Pour les articles homonymes, voir Louis Robert et Robert.
Louis Robert, né à Laurière (Haute-Vienne) le 15 février 1904 et mort à Paris  le 31 mai 1985, est un historien et archéologue français spécialiste de la Grèce antique et plus particulièrement d'épigraphie et de numismatique. Il enseigna au Collège de France de 1939 à 1974.

## Biographie

### Années de formation
Né dans le Limousin en 1904, et profondément marqué par une enfance rurale, Louis Robert mène ses études à Paris, au lycée Louis-le-Grand et intègre l’École normale supérieure en 1924. Il publie la même année deux articles scientifiques dans des revues importantes faisant preuve d'une précocité scientifique remarquable. Il est alors l'élève de Paul Foucart et Maurice Holleaux. Il est aussi profondément marqué par la lecture de l'œuvre d'Adolf Wilhelm.
Il milite aussi dans le Sillon de Marc Sangnier.
En 1927 il devient membre de l'École française d'Athènes.

### Carrière universitaire
En 1932, de retour d'Athènes, il est nommé directeur d'étude à l'École pratique des hautes études. La tuberculose l'oblige ensuite à effectuer un long séjour dans un sanatorium en Suisse. Il reçoit ensuite la proposition d'une mission d'exploration archéologique en Asie Mineure, mission renouvelée en 1934. L'Asie mineure occupe rapidement une place privilégiée, qu'elle ne quitte plus, dans ses études scientifiques et lui donne matière à son premier livre, Les villes d'Asie Mineure (1935) suivi en 1937 des Études anatoliennes.
En 1939 il est nommé au Collège de France où il succède à Maurice Holleaux, mort quelques années auparavant. C'est l'année suivante qu'est publié Les gladiateurs dans l'Orient grec, ouvrage qui renouvelle profondément l'étude de cette institution.

## Apport à l'histoire de l'Orient grec antique

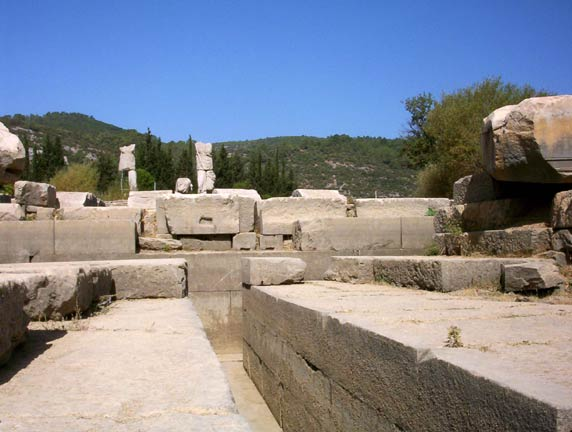
Vue actuelle du site de Claros qui fut fouillé par Louis Robert.

Jeanne Vanseveren, brillante épigraphiste elle aussi - spécialiste de grec mais aussi de turc - qu'il épouse en 1938, appuie  continuellement ses travaux. C'est avec Jeanne Robert, et avec l'aide aussi de R. Flacelière au début, qu'il inaugure la même année la publication du « Bulletin épigraphique » dans la Revue des Études grecques. Il a poursuivi, avec Jeanne Robert, cette recension critique de toutes les parutions concernant l'épigraphie grecque jusqu'à sa mort, totalisant finalement plus de 5 000 pages. Il commence aussi en 1938 l'édition des diverses publications de Maurice Holleaux, entreprise achevée en 1957 et totalisant cinq tomes.
En 1944 il publie le premier volume de ses Hellenica, série d'ouvrages qui compte treize tomes, certains en collaboration avec sa femme et est poursuivie jusqu'en 1965. Il devient membre de l'Académie des inscriptions et belles-lettres en 1948. En 1949 et 1950 il fouille le site d'Amyzon. Puis, avec Jeanne Robert et Roland Martin il mène de 1950 à 1961 les fouilles de Claros. De 1956 à 1964 il dirige l'Institut français d'archéologie à Istanbul. À cette date la reconnaissance scientifique et académique de Louis Robert est déjà immense. Il fut membre de très nombreuses académies étrangères (Londres, Bruxelles, Vienne, Berlin, Rome, Athènes, Varsovie, Boston).
À sa mort il laisse 35 livres et plus de 470 publications. Une partie de sa bibliothèque et de ses estampages a été léguée à l’Institute for Advanced Study de Princeton tandis que le reste de ses archives a fait l'objet, en 1998 d'une donation à l'Académie des inscriptions et belles-lettres, où elles forment le fond Louis Robert qui compte 3 497 estampages, un fonds concernant la numismatique, une importante correspondance.

### Un maître de l'épigraphie
Louis Robert est d'abord connu comme épigraphiste. Il a profondément marqué l'épigraphie grecque tant par ses livres que par la publication annuelle, en collaboration avec sa femme Jeanne Robert du Bulletin épigraphique, recension critique des publications en épigraphie grecque. Il n'a cependant jamais considéré l'épigraphie comme un domaine séparé et autonome, mais comme l'un des outils nécessaires à l'historien du monde antique, outil privilégié en ce qu'il apporte régulièrement des documents nouveaux, comme il le soulignait dans son introduction à l'épigraphie grecque écrite pour l'encyclopédie de la Pléiade. L'épigraphie doit donc être confrontée aux autres sources, littéraires, numismatiques, archéologiques afin de restituer une réalité historique passée, mais aussi avec les réalités de terrains et la géographie. Les études de géographie historiques que Louis Robert a consacré à l'Asie mineure témoignent à cet égard de sa méthode.
Par sa méthode rigoureuse et l'ampleur de la documentation considérée, Louis Robert a contribué à profondément renouveler plusieurs questions historiques. Ainsi, son étude sur les gladiateurs dans l'orient grec a montré de manière définitive, à l'encontre du préjugé courant, combien ces spectacles avaient été appréciés des cités grecques. Mais surtout c'est sa grande connaissance de ces dernières qui a imposé peu à peu l'idée de leur vitalité durant la période romaine : pour Louis Robert la cité grecque n'est pas morte en -338 à Chéronée, et les cités ont gardé une vie politique et culturelle active tant à l'époque hellénistique que durant l'empire romain, et ce jusqu'à une date tardive, vitalité qui n'est pas allé sans de profondes rivalités.

### L'étude des jeux, des concours et des spectacles
Ses intérêts pour la vie des cités et ses études sur l'hellénisme et en particulier sur les jeux et spectacles l'ont amené à éclairer d'un jour nouveau l'histoire religieuse du monde grec sous l'Empire romain et à la veille de l'Antiquité tardive, en liaison avec les fouilles qu'il menait dans le grand sanctuaire oraculaire de Claros ; c'est sa connaissance précise du monde des jeux qui lui permit d'éclairer précisément le texte de la vision de Perpétue, ou de commenter le martyre de Pionios, publié à titre posthume, ou encore de montrer la fiabilité du texte de Lucien de Samosate sur Alexandre d'Abonotichos.
Peu connu du grand public, Louis Robert eut pourtant de son vivant une notoriété scientifique sans égale dans sa discipline, ainsi comme le note Pierre Hadot dans l'hommage qu'il lui consacra "Des savants éminents sont venus de l'étranger assister à ses obsèques, certains même ont fait spécialement l'aller et retour des États-Unis afin de marquer toute l'amitié qu'ils éprouvaient pour notre collègue. Les gouvernements de Grèce, de Turquie et d'Albanie ont exprimé leurs condoléances officielles".

## Publications

### Principales publications de son vivant
- Villes d'Asie Mineure, 1935 (deuxième édition avec une importante postface, 1962)
- Collection Froehner, Inscriptions grecques, 1936.
- Études Anatoliennes, Sur des inscriptions de l'Asie Mineure, 1937.
- Études épigraphiques et philologiques, 1938.
- Les gladiateurs dans l'Orient grec, 1940.
- Hellenica, Recueil d'épigraphie de numismatique et d'antiquités grecques (13 volumes), 1940-1965 Table des matières détaillées sur le site de l'éditeur.
- Le sanctuaire du dieu Sinuri près de Mylasa, 1945.
- Études de numismatique grecque, 1951.
- La Carie, II, Le plateau de Tabai, 1954
- Lettres d'un évêque de Synnada, 1962.
- Noms indigènes dans l'Asie Mineure gréco romaine, 1963.
- La déesse de Hiérapolis Castabala, 1964.
- Stèles funéraires de Byzance gréco-romaine, 1964.
- Nouvelles inscriptions de Sardes, 1964.
- Documents de l'Asie Mineure méridionale, 1966.
- Monnaies antiques en Troade, 1966
- Monnaies grecques, 1967.
- Épigrammes satiriques de Lucillius, 1967.
- Inscriptions de Laodicée du Lycos, 1969.
- À travers l'Asie Mineure, Poètes et prosateurs, monnaies grecques, voyageurs et géographie, 1980.
- Fouilles d'Amyzon en Carie, 1983.
- Opera minora selecta, 7 volumes, 1969–1990 (recueil de ses articles)

### Publications posthumes
- Documents d’Asie Mineure, 1987.
- Claros tome 1 : Décrets hellénistiques, 1989.
- G. W. Bowersock et C. P. Jones (éd.), Le Martyre de Pionios, prêtre de Smyrne, 1994.
- Choix d’écrits, édité par Denis Rousset et présenté par Philippe Gauthier, Les Belles Lettres, Paris, 800 p., relié, 2007,  (ISBN 978-2-251-38083-4).